# Judith: tragedia bíblica en tres actos y en verso
Judith: tragedia bíblica en tres actos y en verso es una obra de teatro escrita por Francisco Villaespesa (1877-1936) en 1915, y supone una actualización del Libro de Judit. Villaespesa toma el tema de éste como inspiración, pero introduce importantes modificaciones, siendo la más importante el amor de Judith hacia Holofernes. Se trata de un amor desgraciado porque va contra los planes de Dios; para Judith el amor divino está por encima de cualquier amor terrenal, y esto es precisamente lo que constituye la tragedia. 
Según la clasificación que realiza Pierre Brunel la Judith de Villaespesa se correspondería con un mito literario heredado de la tradición bíblica; al ser heredado mantiene muchas similitudes pero como todo mito literario una de sus características es la reescritura, lo que explicaría estos cambios en la historia.

## Argumento

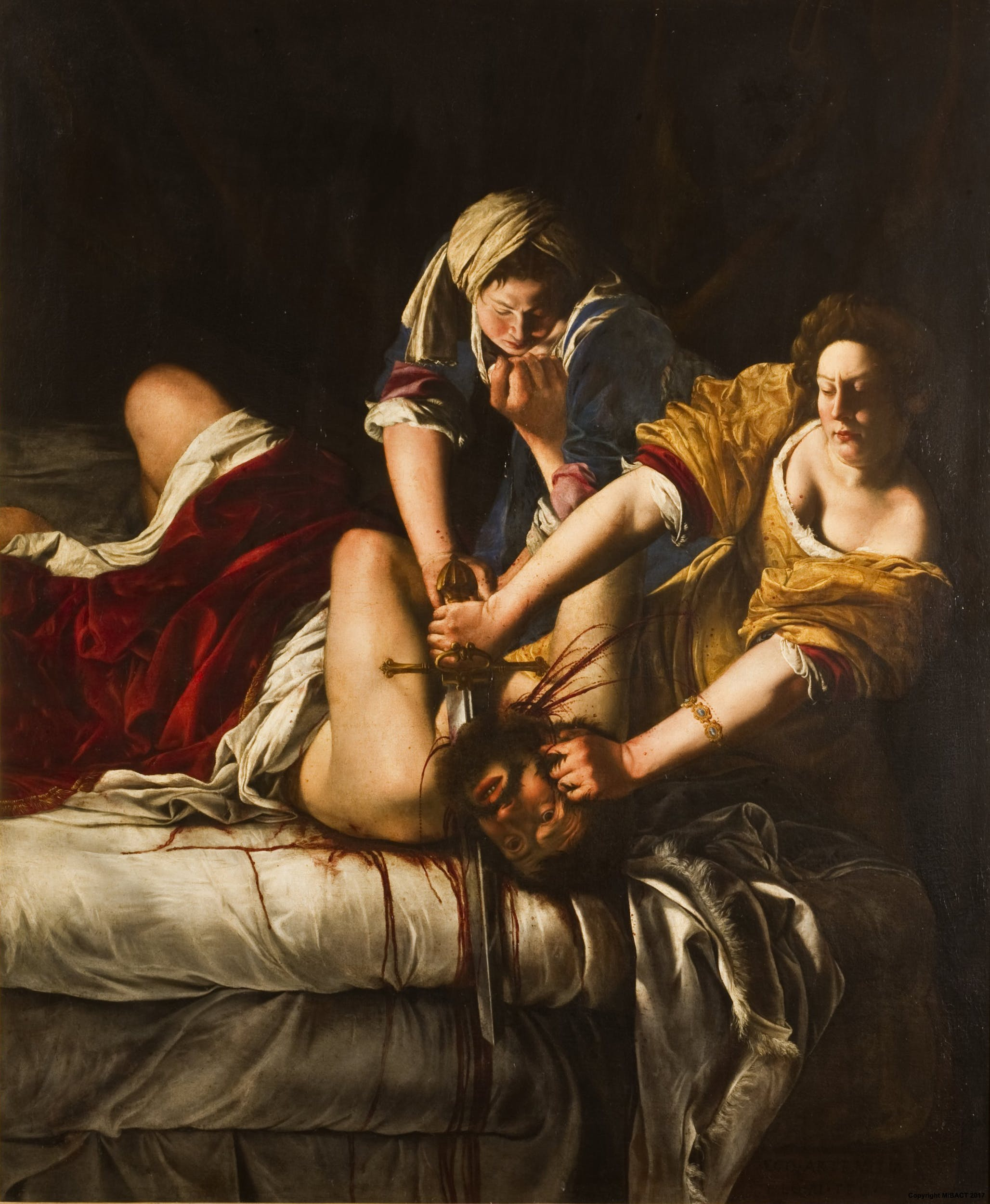
Judit decapitando a Holofernes (Gentileschi, Florencia)

Betulia se halla sitiada por los asirios. Aquior, rey de los amonitas, interpreta un sueño de Holofernes, general de los asirios, y le aconseja abandonar Betulia y éste, indignado por su comentario, lo entrega a los israelitas. Judith es una viuda hermosa, virtuosa y religiosa a la que le ha sido encomendada por Dios la tarea de salvar Betulia. Un heraldo les comunica que si antes de tres días no se entregan, el ejército asirio entrará en la ciudad. Ozías, el noble guerrero que constituía la esperanza de su pueblo, ha sido asesinado y sus habitantes están desconsolados. Eliacim, sumo sacerdote, y los ancianos, ante la petición de paz que claman los ciudadanos insisten en la necesidad de resistencia y venganza. Judith ve el horror de su pueblo y se dispone a cumplir la orden divina: entrega sus posesiones a aquellos que se están quedando sus recursos, se engalana y se introduce en tierra enemiga. Un hombre llamado Megabizes encuentra a Judith y a su criada, confundiéndola con una meretriz. Judith le entrega un brazalete a cambio de que le diga a Oreb que su hermano Aquior está vivo y que pueden vengarle, y muestra como prueba el anillo que Aquior le había entregado antes de partir. Más adelante dos capitanes asirios intentan hacer suya a Judith y la llevan ante Holofernes, que, deslumbrado por su hermosura, decide que se quede con él. Ella le cuenta que ha huido de Betulia, donde han dado la espalda a Dios y le pide que se ahorre la sangre, que en tres días se entregarán, por lo que Holofernes decide esperar para su ataque. El plan de liberación se llevó a cabo durante la celebración del mito de la primavera: Judit, aprovechando el sueño- resultado de la ebriedad- de Holofernes y tras el rezo y muchas vacilaciones, lo degüella. Tras esto ponen una antorcha encendida en la tienda, señal convenida para los fieles a Oreb y Aquior, que proceden a asesinar a los capitanes. Judith besa los labios de la cabeza de Holofernes y protege su cadáver diciendo: “¡Señor! Tus santos mandatos mi mano ha cumplido, ¡por salvar a mi pueblo dio muerte a mi amor!”.

## Judith
“Judith” significa “la Judía”, y constituye una encarnación de este pueblo. Es una viuda  generosa, virtuosa, rica, sabia, valiente, extremadamente religiosa y muy querida por los suyos. En oposición al arquetipo griego de Pandora y al judeocristiano de Eva, Judith es un personaje femenino que reúne las mejores cualidades; sólo utiliza la seducción para la liberación de su pueblo, manteniéndose pura en todo momento.